# Сорока (дворянский род)
Сорока (пол. Soroka) — дворянский род.
Потомство Фёдора Ивановича Сороки (XVIII в.)

## Описание герба
В красном поле чёрный коронованный орёл, держащий в правой лапе меч, пронзающий корону.
Щит увенчан дворянскими шлемом и короной. Нашлемник: такой же, как в щите, орёл. Намёт на щите красный, подложенный серебром.
Также Сороки пользовались гербом Сухекомнаты.

## Известные представители рода
- Сорока Иван (1784) классн.чин.(1784) [Степанов В.П. Русское служ.дворянство 2-й пол. XVIII в. СПб.,2000: гг. 84-445 85-349 88-301]
- Сорока Иван (1868) в 1868 условия ссылки не известны, находился в Томской губ., в 1864 г. умер (воспаление легких), участник Польск.восстания 1863-64гг., сосланный в Сибирь
- Сорока Карп (1786) классн.чин.(1786) [Степанов В.П. Русское служ.дворянство 2-й пол. XVIII в. СПб.,2000: гг. 86-311]